# Rivoluzione industriosa
La rivoluzione industriosa  una teoria avanzata per la prima volta nel 1994 in un articolo sul The Journal of Economic History dal professore olandese di storia economica europea Jan De Vries e poi sviluppata più ampiamente nel suo libro The Industrious Revolution: Consumer Demand and the Household Economy, 1650 to the Present, uscita nel 2008 per la Cambridge University Press. Secondo De Vries, nonostante i dati quantitativi dimostrassero il calo del potere d'acquisto dei salari individuali, i dati qualitativi dimostravano un aumento dei consumi di beni "voluttuari" ("rivoluzione dei consumi") spiegato dai comportamenti familiari durante il Seicento e in particolare in Olanda prima e poi in Inghilterra. Ci fu una crescita della domanda a fronte di un calo dei salari reali individuali
ed un aumento della produttività a livello macro spiegati da una riallocazione delle risorse produttive all'interno della famiglia. Le famiglie aumentarono sia la partecipazione al lavoro (donne e bambini, ma anche meno assenze e feste) e sia la loro domanda di beni venduti sul mercato
(“Lavorare di più per comprare di più”).
Questa “rivoluzione industriosa” si concretizzò nei seguenti aspetti:
- le famiglie producevano beni alimentari destinati al mercato
- producevano tessuti di lino, canapa o lana da immettere nel mercato
- Donne e bambini furono i protagonisti di questo cambiamento

Questo sistema che possiamo definire un sistema di industria a domicilio, o protoindustria, fu un elemento caratteristico delle Fiandre e dell'Inghilterra.
Lo sviluppo dei commerci fu favorito ovviamente dal lavoro della protoindustria, ma anche dal fatto che le potenze Europee si spinsero lungo le coste dell'Asia, Africa e America già nel Cinquecento—Seicento creando colonie ed empori commerciali e nel '600-'700 grazie alla loro tecnologia si assicurarono il monopolio degli scambi. Fu permesso così anche l'introduzione di nuove colture.

## Cause del cambiamento
Tra le cause del cambiamento ci furono:
– incentivi commerciali nell'Inghilterra del Settecento
monetizzazione dell'economia (denaro disponibile da vendita prodotti agricoli in eccesso)
cambiamenti nei prezzi relativi (maggiore efficienza della produzione manifatturiera rispetto a quella casalinga)
minori costi di trasporto e di transazione (canali navigabili, minori tasse e dazi interni)
aumento nell'acquisto di beni venduti sul mercato
aumento dell'utilità marginale del denaro rispetto al tempo disponibile per il lavoro casalingo
riduzione del tempo libero
riallocazione del tempo di lavoro dai lavori casalinghi al lavoro salariato
- aumento del livello di consumi, ma anche auto-sfruttamento
- scarsa importanza attribuita all'istruzione dei figli
- allentamento dei legami famigliari
- maggiore permeabilità della famiglia
- partecipazione al lavoro di donne e bambini
- maggiori relazioni con estranei
- maggiore individualismo
- preferenza per consumi non-durevoli (alcolici, vestiario)
- propaganda moralizzatrice

contro l'alcolismo
in favore dell'igiene, della cura dei figli, del risparmio

## Limiti interni ed esterni delle rivoluzioni industriose afroasiatiche
Perché gli asiatici e gli africani non furono capaci di alimentare i germi di sviluppo che erano chiaramente visibili attorno al 1700? La maggior parte degli storici economici erano interessati alla questione della fornitura di beni a scapito dello studio della domanda. Tra le risposte ci sono le difficoltà delle comunicazioni, il ruolo esattoriale dello Stato che succhiava ricchezze dalla gente, gli effetti distruttivi delle ribellioni ed inoltra la tratta degli schiavi che diede il colpo di grazia. L'ascesa dell'Europa e dell'America Europea tra il 1750 ed il 1850 fu qualcosa di più del fallimento relativo all'Asia e all'Africa . Infatti le ragioni del dinamismo europeo non stavano solo nel dominio dell'economia. Il concetto di rivoluzione industriosa elaborata dallo storico olandese Jan de Vries ha notevolmente contribuito a rendere più complesso e affascinante il quadro del cambiamento economico sotto l'Antico Regime. De Vries sostiene che in Olanda, in Germania settentrionale e nelle tredici colonie la popolazione stava sperimentando una serie di rivoluzioni industriose. Questo significava che si stava usando il lavoro familiare in modo più efficiente, le famiglie acquistavano nuovi "pacchetti" di articoli di consumo che avevano un effetto di generare ulteriori vantaggi nella produttività e nella soddisfazione sociale.

## Fine della rivoluzione industriosa
• Inversione della tendenza nelle preferenze relative all'allocazione del tempo
• Dal 1850 emerge un nuovo modello di famiglia
– “patriarcato capitalista” + salario famigliare
» marito al lavoro + moglie casalinga
» ritiro di donne e bambini dal lavoro (“leggi sociali”)
– Affermazione di nuovi bisogni non soddisfatti dal mercato
– igiene, alimentazione corretta, salute, istruzione
– nuovi standard abitativi e di comfort
» risparmio + tempo domestico
> Diminuzione forza lavoro disponibile
– aumento dei salari individuali
– investimenti in innovazioni labour-saving
– specializzazione progressiva dei compiti
> Rivoluzione igienista
– diffusione di nuove abitudini igieniche e alimentari
– abbassamento della morbilità e mortalità infantile

## Una seconda rivoluzione industriosa?
– Nuova inversione di tendenza post 1945
– universalizzazione dei sistemi di welfare
» (istruzione, sanità, pensioni pubbliche e “gratuite”)
> liberazione di risparmio
> aumento della propensione al consumo
– indirizzata verso nuovi beni durevoli
» automobili, case, elettrodomestici
> liberazione del tempo dedicato ai lavori domestici
> intensificazione e maggiore partecipazione al lavoro
· (donne e teen-ager)
» diminuzione dei salari reali
· (per maggiore disponibilità di forza lavoro)
» aumento contemporaneo della domanda